# به خاطر عشق بس کن (آلبوم)
به خاطر عشق بس کن (انگلیسی: Stop in the Name of Love) نهمین آلبوم استودیویی خواننده آمریکایی لاتویا جکسون است. این آلبوم که در سوئد ضبط و میکس شده‌است، مجموعه‌ای از کاورهای معروف موتاون به سبک رقص از جمله «بس کن! به خاطر عشق» است.